# گیلفرت
گیلفرت (به لاتین: Gilfert) یک کوه در اتریش است که در تیرول واقع شده‌است.